# Catedral d'Osca
La Santa Església Catedral de la Transfiguració del Senyor d'Osca, —també coneguda com a catedral de Santa Maria d'Osca—, construïda en estil gòtic, va ser iniciada a finals del segle xiii i conclosa a principis del segle xvi.

## Localització
La catedral es troba en el lloc més elevat del turó sobre el qual es va assentar la primitiva ciutat d'Osca: constitueix amb l'ajuntament i altres edificis el centre del recinte històric de la ciutat.

## Temples anteriors
Al costat de la vella mesquita islàmica de la taifa d'Osca s'alçava al segle xii la petita església romànica dedicada a Santa Maria dels Goigs, de la qual queda un pòrtic compost per tres arquivoltes: la interior dovellada i amb rotllos exempts en el seu intradós. L'arquivolta més interna s'orna amb rotllos zamorans: baixen per una parella de pilastres i dos parells de capitells, amb els seus corresponents fusts, de senzilla decoració incisa. Una part del primitiu claustre romànic queda adossat al costat nord del temple, del qual queden les crugies nord i est i part de la sud. La crugia oest es va destruir en construir el claustre gòtic del papa Luna, perllongant les crugies sud i nord del romànic.

## Construcció

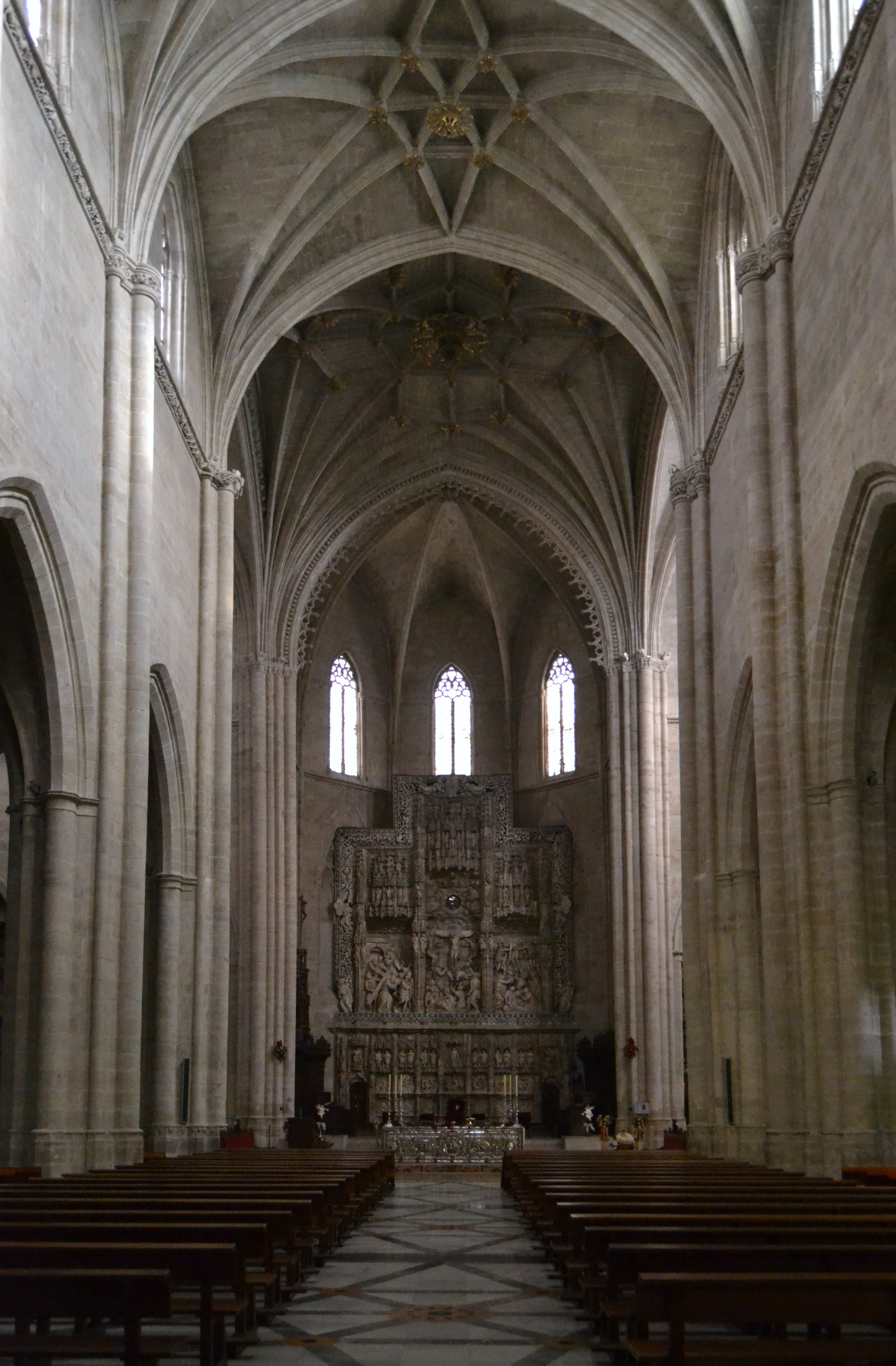
Interior de la catedral

El projecte d'edificació de la catedral d'Osca es va iniciar en temps de Jaume I d'Aragó (1213 - 1276), data tardana, si es compara amb altres esglésies de la zona, que daten del romànic. Això es deu al fet que a Osca es va oficiar el culte cristià utilitzant durant gairebé dos segles l'edifici de la mesquita aljama fins a finals del segle xiii.
Al 1273, acabat de consagrar com a bisbe d'Osca Jaume Sarroca (nebot de Jaume I), el rei va considerar indecorosa la celebració del culte cristià a la mesquita musulmana, per això el 1273 va proposar la construcció d'una nova catedral en l'estil gòtic creixent a Europa sobre la vella mesquita. D'aquesta última només queda un arc de ferradura a la zona de claustres, possible entrada de la torre minaret de la mesquita aljama. No obstant això, diversos litigis van demorar el començament de les obres fins a 1294. El disseny inicial proposava una construcció de tres naus, amb cinc capelles a la capçalera i transsepte.

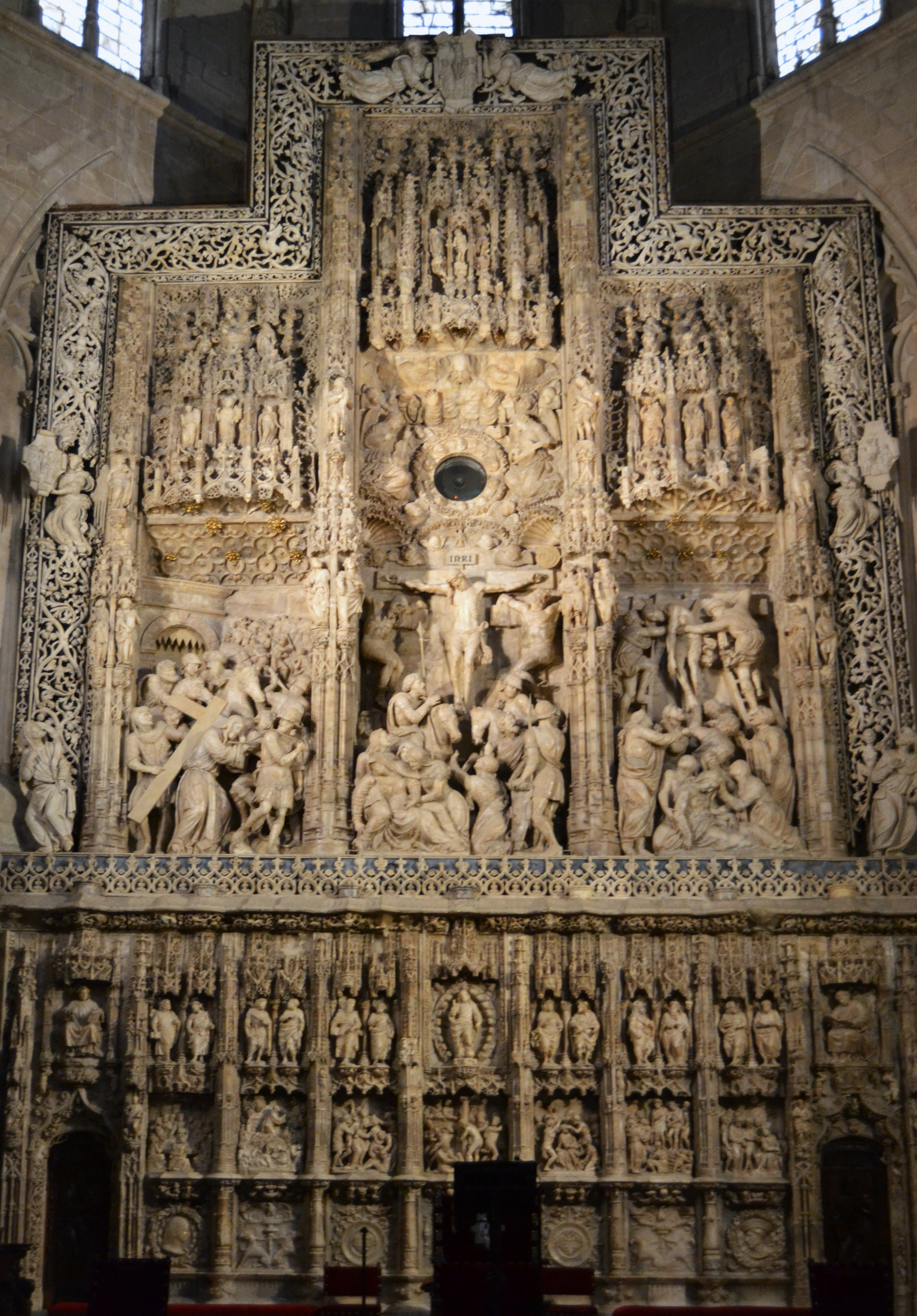
Retaule major de la catedral, obra de Damià Forment

Entre 1294 i 1308 se'n va erigir la capçalera amb cinc absis, el mur nord del creuer amb la seua porta d'arc de mig punt i l'edifici annex (l'anomenada Sagristia Vella), que compleix les funcions de sagristia i arxiu. Tot això en estil gòtic.
Entre els anys 1296 i 1304 va tenir lloc la construcció de les naus laterals. Més tard es va confiar la construcció de les capelles laterals a la iniciativa de particulars.
Més tard, entre 1327 i 1348 es van col·locar les voltes de creueria simple en les naus laterals i es cobreix amb sostrada de fusta la nau central i el transsepte. La portada de la catedral, obra del mestre Guillem Inglés, és un conjunt destacat d'escultura gòtica. Està formada per set arquivoltes que alberguen setze figures: catorze verges, deu àngels i vuit profetes. El timpà està presidit per una imatge de la Mare de Déu amb el nen Jesús i als seus costats els reis Mags i Crist ressuscitat amb Maria Magdalena.
Entre la segona meitat del segle XIV i la primera del xv i gràcies a l'impuls del papa Luna (Benet XIII), se'n va aixecar la torre i es va iniciar la construcció d'un claustre gòtic que pretenia substituir-ne l'antic romànic. Únicament es va arribar a construir la crugia meridional i les obres van quedar sense finalitzar en el que ara és l'actual sala d'art medieval del museu catedralici.
A la fi del segle xv el bisbe Joan d'Aragó i Navarra va encarregar a Juan de Olotzaga el recreixement dels murs del transsepte, absis i nau central, cobert tot amb voltes de creueria estrellada. Les obres van finalitzar el 1511.

## Arquitectura

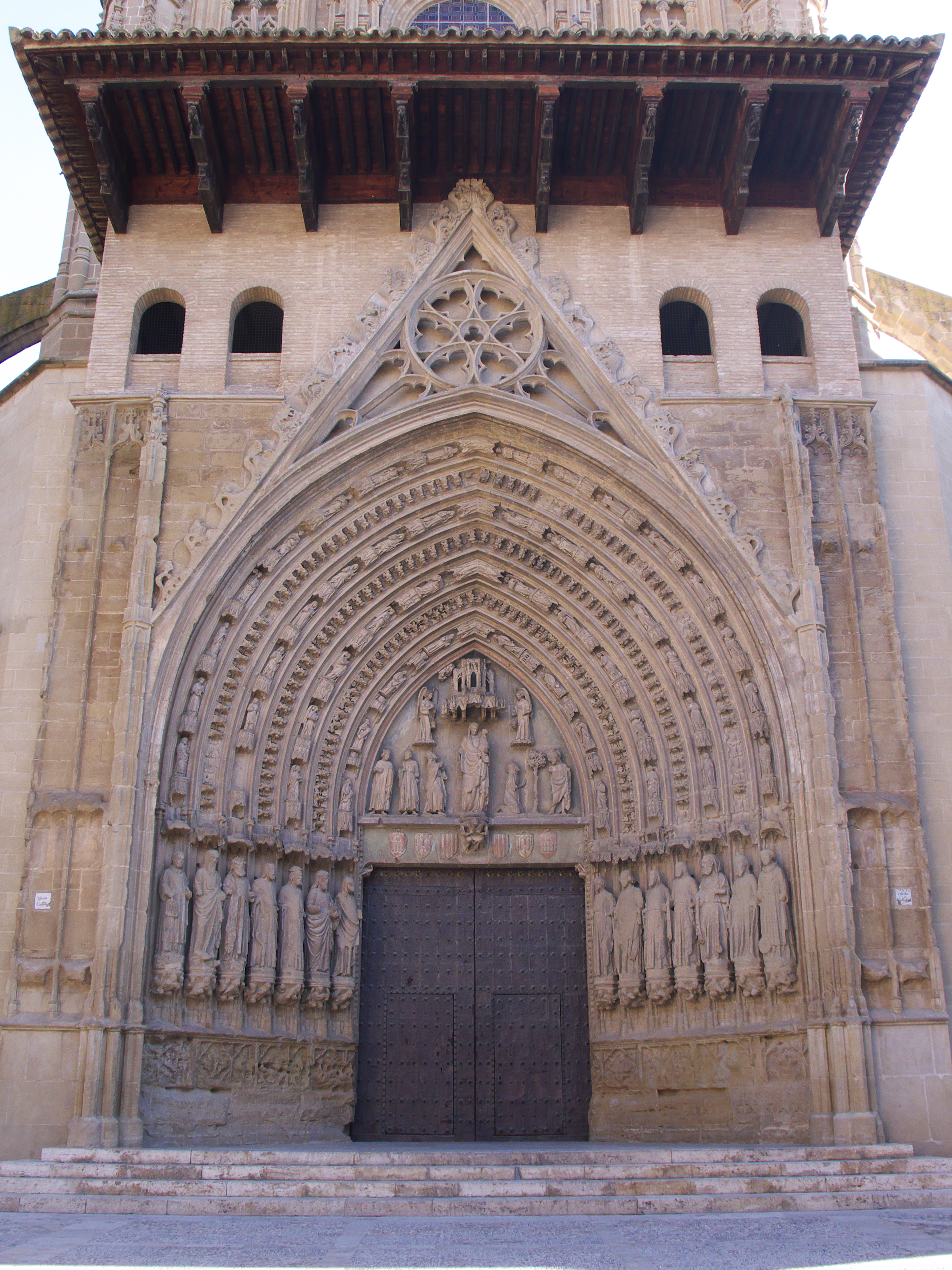
Portada principal

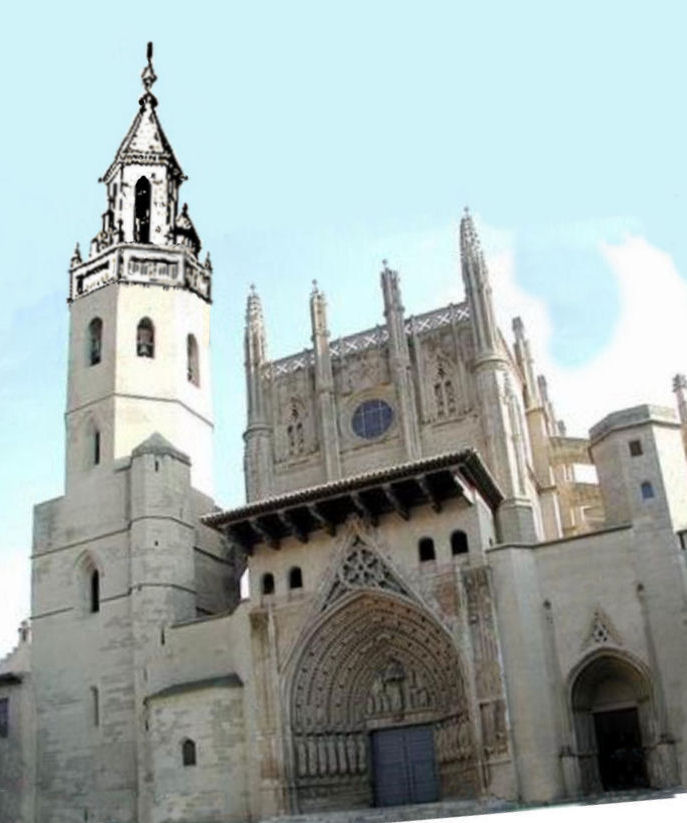
Reconstrucció idealitzada de la torre i la cuculla

La traça general del temple està composta en creu llatina amb capelles laterals i tres naus de quatre trams més del creuer.

### Portada principal
La portada principal està construïda en estil gòtic i la seua finalització data de 1539. Està dividida en dues parts per un ràfec de fusta molt volat a l'estil aragonès del segle xvi.
La part baixa, la va realitzar Guillem Ingles al 1327, amb forma de gran arc apuntat de quatre arquivoltes amb decoració de figures de màrtirs, verges, àngels i profetes, respectivament.
Al centre del timpà es troba una talla de la Mare de Déu amb el nen Jesús, entre dos àngels turiferaris. A la part de la dreta es troben els reis Mags i en la part de l'esquerra una representació del Noli me tangere. A la llinda es repeteixen els escuts d'Aragó i del bisbe Martín López de Arloz, sota l'episcopat del qual es va realitzar l'obra.

### Torre campanar i cuculla
Entre 1369 i 1423 es va aixecar la torre campanar, primer fins a la quarta planta a càrrec dels mestres Juan de Alguiñero i Juan de Quadres, i en l'última etapa de la seua construcció el mestre Pere Jalopa la va concloure, rematant la torre amb un bella cuculla pentagonal. Lamentablement desaparegué durant el setge republicà de la ciutat durant la Guerra Civil espanyola. Aquesta cuculla que elevava la torre un terç més que actualment no s'ha refet per diverses raons; no obstant això n'existeixen els plànols i el projecte de reconstruir-la, retornant a la catedral l'aspecte que presentava.

### Interior del temple
Al començament de 1520 es va encarregar a Damià Forment la realització del retaule major de la catedral: realitzat en alabastre, el seu cos és un gran tríptic de tres escenes que mostren la passió de Crist.